# 브리크트식 노동운동
브리크트식 노동운동(핀란드어: Wrightiläinen työväenliike 브리그흐틸래이넨 튀외배에늘리케[*]는 19세기 말 핀란드에서 전개된 사회자유주의적 운동이다. 고용주들이 노동자들에게 양보하고 협조해서 노동자들의 급진화를 막는다는 생각을 골자로 한다. 이 개념의 시초 격인 빅토르 율리우스 폰 브리크트의 이름을 따서 이렇게 부른다. 브리크트 노동운동은 핀란드 노동운동의 첫 단계라고 할 수 있으며, 1886년에서 1894년 사이에 흥했다. 이 노선은 고학력자 위주로 지지를 받았다.
이 노선에 동조, 참여한 저명인물로는 에이나르 뵈크(제2차 카얀데르 내각 사회장관 역임), 오스카르 그룬드스트룀, 아가톤 메우르만, 마티 카우피넨(교육자, 1887년 포리 노동자협회 설립), 카를 알프레드 팔로헤이모(투술라 노동자협회 설립), 유호 랄루카(비푸리 지역 기업인), 빅토르 뢴보흠(건축가. 시인 에이노 레이노의 형) 등이 있었다. 한편 처음에는 브리크트식 노동운동에 참여했으나 급진화되어 이탈한 사람으로는 위리외 매켈린, 에투 살린, 아우라 키스키넨, 아우쿠스티 알호부오리, 레이노 드록킬라 등이 있다. 그 중 살린이 브리크트식 노동운동의 혹독한 비판자였다.
빅토르 율리우스 폰 브리크트는 독일계 귀족 가문인 폰 브리크트가 사람이다. 가구제조업자였으며, 1883년 헬싱키에 헬싱키 노동자협회를 세우고 그 협회장을 역임했다. 브리크트가 노동자협회를 세운 것은 노동자들의 노동환경과 생활환경을 개선해 주기 위한 것이었다. 사회자유주의자들은 산업화가 여러 가지 문제점을 만들어냈고, 그 문제점의 개선에 힘썼다. 하지만 그들은 사회주의자들의 지적과 같이, 고용주와 노동자의 이익이 서로 상충한다는 것에 주목하지 않았다. 브리크트식 노동운동의 가장 중요한 목표는 보통선거권 획득과 노동시간 단축이었다. 브리크트식 노동운동의 지지자는 주로 중산층, 소상공인들이었다. 한편 대기업주들은 노동자의 처우 개선에 거의 관심을 기울이지 않았다. 또한 고임금 전문직 노동자들도 이미 노동계급 내부 상류층이 되어 있었기에 외면했다. 브리크트식 노동운동은 노동계급을 시혜적 시선으로 바라보았으며, 근대문명이 불쌍한 노동자들을 도와줘야 한다는 자선사업적 사고방식을 가졌다.
결국 노동자들은 고용주들의 시혜에 의존하는 브리크트식 노동운동을 벗어나 자신들의 결성하고 운영하는 노동조합을 만들기를 원하게 되었다. 1890년대를 거치면서 브리크트식 노동자협회들은 대부분 급진적 노동자들에게 장악되었다. 브리크트 본인도 1896년 헬싱키 노동자협회장에서 물러났다. 같은 시기 헬싱키의 대표적인 노동계급 신문 『튀외미에스』가 창간되었다. 노동자협회들을 장악한 급진적 노동자들은 1899년 투르쿠에서 핀란드 노동당을 창당했다. 노동당은 사회민주당으로 당명을 변경하고, 1903년 포르사에서 개최된 제2차 당대회에서 당강령을 채택했는데, 그 내용은 독일 사회민주당의 에르푸르트 강령과 대동소이했다. 즉 노동자들은 스스로 브리크트 시대와의 결별을 선택한 것이다. 이후 부르주아들이 노동자협회들을 탈퇴하면서 브리크트식 노동운동 시대는 막을 내렸다.